# Electric Dirt
Albums de Levon Helm
Dirt Farmer
(2007)
Electric Dirt  (2009) est le 3e album du musicien de folk rock américain, Levon Helm. Levon Helm était le batteur du groupe de rock canadien The Band.
Il comprend des reprises de "Tennessee Jed", composé par Jerry Garcia et Robert Hunter du groupe Grateful Dead, de "Stuff You Gotta Watch" et "You Can't Lose What You Ain't Never Had"(Muddy Waters), "Kingfish" (Randy Newman).

## Liste des titres
1. "Tennessee Jed" – 5:59
2. "Move Along Train" – 3:23
3. "Growin' Trade" – 4:22
4. "Golden Bird" – 5:12
5. "Stuff You Gotta Watch" – 3:38
6. "White Dove" – 3:29
7. "Kingfish" – 4:24
8. "You Can't Lose What You Ain't Never Had" – 4:00
9. "When I Go Away" – 4:32
10. "Heaven's Pearls" – 4:10
11. "I Wish I Knew How It Would Feel To Be Free" – 3:25
12. "That's Alright" (iTunes seulement) – 4:53

Levon Helm a composé "Growin' Trade" et "Heaven's Pearls".

## Musiciens
Steven Bernstein - trompette, saxophone (alto), cuivres
Larry Campbell - dulcimer, guitare, flute, mandoline, chant
Jay Collins - saxophone (ténor), chant
Clark Gayton - trombone, tuba
Amy Helm - mandoline, batterie, chant
Levon Helm - mandoline, batterie, chant
Byron Isaacs - basse, chant
Howard Johnson - tuba
Erik Lawrence - saxophone (baritone, soprano)
Brian John Mitchell - orgue, piano, accordéon, harmonium
George Receli - chant
Catherine Russell - chant
Allen Toussaint - arrangements cuivres
Jimmy Vivino - orgue, guitare
Teresa Williams - guitare, chant